# Ormsö rysk-ortodoxa kyrka
Ormsö rysk-ortodoxa kyrka är en rysk-ortodox kyrkoruin belägen i ön Ormsös centralort Hullo, i landskapet Läänemaa i västra Estland.

## Historik
Ormsö rysk-ortodoxa kyrka grundades 1886 som en rysk-ortodox församling med initialt cirka 500 estlandssvenskar som församlingsmedlemmar.
Församlingen var verksam till en bit in på 1920-talet och kyrkböckerna innehåller uppgifter om omkring 1 000 Ormsösvenskar samt kyrkans funktionärer och ryska soldatfamiljer stationerade på ön.

## Bilder

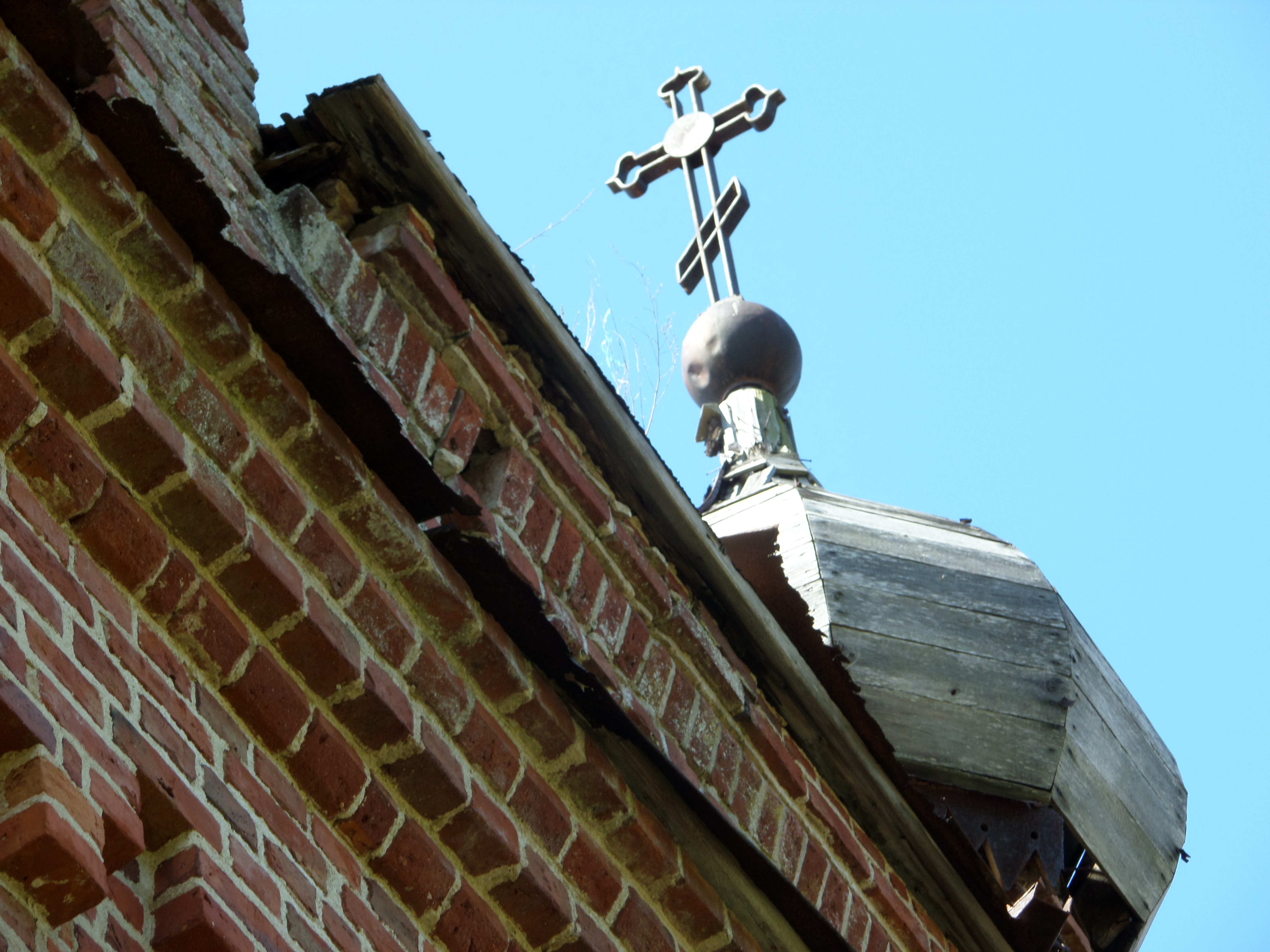
Närmare bild på fasaden.
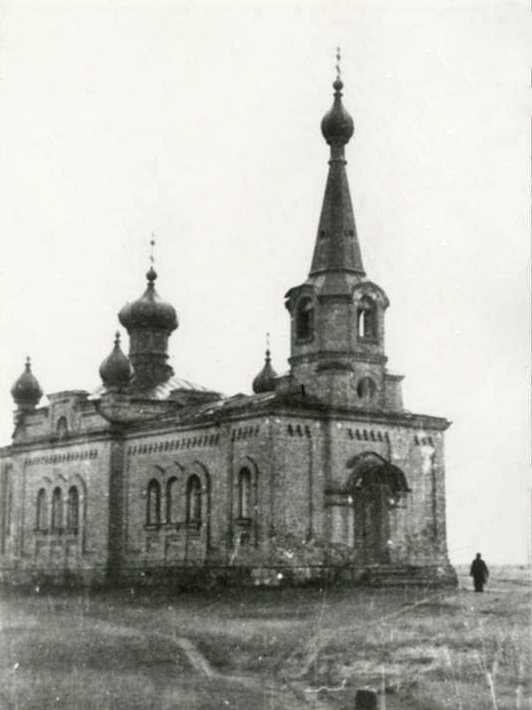
Ormsö rysk-ortodoxa kyrka, någonstans mellan 1920 och 1940-talet.